# WTA Tour 2006
Il WTA Tour 2006 è iniziato il 2 gennaio con il Mondial Australian Women's Hardcourts 2006 e l'ASB Classic 2006 e si è concluso il 12 novembre con la finale del WTA Tour Championships 2006.
Il WTA Tour è una serie di tornei femminili di tennis
organizzati dalla WTA. Questa include i tornei del Grande Slam (organizzati in collaborazione con la International Tennis Federation (ITF)), il WTA Tour Championships e i tornei delle categorie Tier I, Tier II, Tier III e Tier IV.

## Gennaio
| Settimana                | Torneo                                                                                              | Categoria   | Vincitrici                                            | Finaliste                              | Semifinaliste                       | Eliminate ai quarti                                                           |
| ------------------------ | --------------------------------------------------------------------------------------------------- | ----------- | ----------------------------------------------------- | -------------------------------------- | ----------------------------------- | ----------------------------------------------------------------------------- |
| 2 gennaio                | Mondial Australian Women's Hardcourts 2006 Gold Coast, Australia Cemento Singolare - Doppio         | Tier III    | Lucie Šafářová 6-3, 3-6, 7-5                          | Flavia Pennetta                        | Dinara Safina Martina Hingis        | Patty Schnyder Anabel Medina Garrigues Tatiana Golovin Nuria Llagostera Vives |
| 2 gennaio                | Mondial Australian Women's Hardcourts 2006 Gold Coast, Australia Cemento Singolare - Doppio         | Tier III    | Dinara Safina Meghann Shaughnessy 6-2, 6-3            | Cara Black Rennae Stubbs               | Dinara Safina Martina Hingis        | Patty Schnyder Anabel Medina Garrigues Tatiana Golovin Nuria Llagostera Vives |
| 2 gennaio                | ASB Classic 2006 Auckland, Nuova Zelanda Cemento Singolare - Doppio                                 | Tier IV     | Marion Bartoli 6-2, 6-2                               | Vera Zvonarëva                         | Nadia Petrova Daniela Hantuchová    | Kristina Brandi Julia Schruff Marija Kirilenko Tzipora Obziler                |
| 2 gennaio                | ASB Classic 2006 Auckland, Nuova Zelanda Cemento Singolare - Doppio                                 | Tier IV     | Elena Lichovceva Vera Zvonarëva 6-3, 6-4              | Émilie Loit Barbora Záhlavová-Strýcová | Nadia Petrova Daniela Hantuchová    | Kristina Brandi Julia Schruff Marija Kirilenko Tzipora Obziler                |
| 9 gennaio                | Medibank International 2006 Sydney, Australia Cemento Singolare - Doppio                            | Tier II     | Justine Henin 4-6, 7-5, 7-5                           | Francesca Schiavone                    | Nicole Vaidišová Svetlana Kuznecova | Kim Clijsters Daniela Hantuchová Nadia Petrova Ana Ivanović                   |
| 9 gennaio                | Medibank International 2006 Sydney, Australia Cemento Singolare - Doppio                            | Tier II     | Corina Morariu Rennae Stubbs 6-3, 5-7, 6-2            | Virginia Ruano Pascual Paola Suárez    | Nicole Vaidišová Svetlana Kuznecova | Kim Clijsters Daniela Hantuchová Nadia Petrova Ana Ivanović                   |
| 9 gennaio                | Richard Luton Properties Canberra International 2006 Canberra, Australia Cemento Singolare - Doppio | Tier IV     | Anabel Medina Garrigues 6-3, 7–6(3)                   | Yoon Jeong Cho                         | Shahar Peer Catalina Castaño        | Ekaterina Byčkova Aiko Nakamura Julia Schruff Melinda Czink                   |
| 9 gennaio                | Richard Luton Properties Canberra International 2006 Canberra, Australia Cemento Singolare - Doppio | Tier IV     | Marta Domachowska Roberta Vinci 7–6(5), 6-3           | Claire Curran Līga Dekmeijere          | Shahar Peer Catalina Castaño        | Ekaterina Byčkova Aiko Nakamura Julia Schruff Melinda Czink                   |
| 9 gennaio                | Tasmanian International 2006 Hobart, Australia Cemento Singolare - Doppio                           | Tier IV     | Michaëlla Krajicek 6-2, 6-1                           | Iveta Benešová                         | Jelena Kostanić Mara Santangelo     | Al'ona Bondarenko Laura Granville Amy Frazier Jill Craybas                    |
| 9 gennaio                | Tasmanian International 2006 Hobart, Australia Cemento Singolare - Doppio                           | Tier IV     | Émilie Loit Nicole Pratt 6-2, 6-1                     | Jill Craybas Jelena Kostanić Tošić     | Jelena Kostanić Mara Santangelo     | Al'ona Bondarenko Laura Granville Amy Frazier Jill Craybas                    |
| 16 gennaio (2 settimane) | Australian Open 2006 Melbourne, Australia Cemento Singolare - Doppio - Doppio misto                 | Grande Slam | Amélie Mauresmo 6-1, 2-0 rit.                         | Justine Henin                          | Marija Šarapova Kim Clijsters       | Lindsay Davenport Nadia Petrova Patty Schnyder Martina Hingis                 |
| 16 gennaio (2 settimane) | Australian Open 2006 Melbourne, Australia Cemento Singolare - Doppio - Doppio misto                 | Grande Slam | Yan Zi Zheng Jie 2-6, 7–6(7), 6-3                     | Lisa Raymond Samantha Stosur           | Marija Šarapova Kim Clijsters       | Lindsay Davenport Nadia Petrova Patty Schnyder Martina Hingis                 |
| 16 gennaio (2 settimane) | Australian Open 2006 Melbourne, Australia Cemento Singolare - Doppio - Doppio misto                 | Grande Slam | Doppio Misto: Mahesh Bhupathi Martina Hingis 6-3, 6-3 | Daniel Nestor Elena Lichovceva         | Marija Šarapova Kim Clijsters       | Lindsay Davenport Nadia Petrova Patty Schnyder Martina Hingis                 |
| 30 gennaio               | Toray Pan Pacific Open 2006 Tokyo, Giappone Cemento Singolare - Doppio                              | Tier I      | Elena Dement'eva 6-2, 6-0                             | Martina Hingis                         | Marija Šarapova Anastasija Myskina  | Samantha Stosur Marija Kirilenko Elena Lichovceva Nicole Vaidišová            |
| 30 gennaio               | Toray Pan Pacific Open 2006 Tokyo, Giappone Cemento Singolare - Doppio                              | Tier I      | Lisa Raymond Samantha Stosur 6-2, 6-1                 | Cara Black Rennae Stubbs               | Marija Šarapova Anastasija Myskina  | Samantha Stosur Marija Kirilenko Elena Lichovceva Nicole Vaidišová            |

## Febbraio
| Settimana   | Torneo                                                                                | Categoria | Vincitrici                                         | Finaliste                                 | Semifinaliste                                   | Eliminate ai quarti                                                    |
| ----------- | ------------------------------------------------------------------------------------- | --------- | -------------------------------------------------- | ----------------------------------------- | ----------------------------------------------- | ---------------------------------------------------------------------- |
| 6 febbraio  | Open Gaz de France 2006 Parigi, Francia Cemento (indoor) Singolare - Doppio           | Tier II   | Amélie Mauresmo 6-1, 7–6(2)                        | Mary Pierce                               | Tatiana Golovin Patty Schnyder                  | Dinara Safina Nadia Petrova Elena Dement'eva Émilie Loit               |
| 6 febbraio  | Open Gaz de France 2006 Parigi, Francia Cemento (indoor) Singolare - Doppio           | Tier II   | Émilie Loit Květa Peschke 7–6(5), 6-4              | Cara Black Rennae Stubbs                  | Tatiana Golovin Patty Schnyder                  | Dinara Safina Nadia Petrova Elena Dement'eva Émilie Loit               |
| 6 febbraio  | Pattaya Women's Open 2006 Pattaya City, Thailandia Cemento Singolare - Doppio         | Tier IV   | Shahar Peer 6-3, 6-1                               | Jelena Kostanić                           | Sybille Bammer Nuria Llagostera Vives           | Melinda Czink Lourdes Domínguez Lino Catalina Castaño Emma Laine       |
| 6 febbraio  | Pattaya Women's Open 2006 Pattaya City, Thailandia Cemento Singolare - Doppio         | Tier IV   | Li Ting Sun Tiantian 3-6, 6-1, 7–6(5)              | Yan Zi Zheng Jie                          | Sybille Bammer Nuria Llagostera Vives           | Melinda Czink Lourdes Domínguez Lino Catalina Castaño Emma Laine       |
| 13 febbraio | Proximus Diamond Games 2006 Anversa, Belgio Cemento (indoor) Singolare - Doppio       | Tier II   | Amélie Mauresmo 3-6, 6-3, 6-3                      | Kim Clijsters                             | Elena Dement'eva Nadia Petrova                  | Dinara Safina Eléni Daniilídou Ol'ga Savčuk Patty Schnyder             |
| 13 febbraio | Proximus Diamond Games 2006 Anversa, Belgio Cemento (indoor) Singolare - Doppio       | Tier II   | Dinara Safina Katarina Srebotnik 6-2, 6-1          | Stéphanie Foretz Gacon Michaëlla Krajicek | Elena Dement'eva Nadia Petrova                  | Dinara Safina Eléni Daniilídou Ol'ga Savčuk Patty Schnyder             |
| 13 febbraio | Bangalore Open 2006 Bangalore, India Cemento Singolare - Doppio                       | Tier III  | Mara Santangelo 3-6, 7–6(5), 6-3                   | Jelena Kostanić                           | Vania King Melinda Czink                        | Camille Pin Juliana Fedak Al'ona Bondarenko Maria Elena Camerin        |
| 13 febbraio | Bangalore Open 2006 Bangalore, India Cemento Singolare - Doppio                       | Tier III  | Liezel Huber Sania Mirza 6-3, 6-3                  | Anastasija Rodionova Elena Vesnina        | Vania King Melinda Czink                        | Camille Pin Juliana Fedak Al'ona Bondarenko Maria Elena Camerin        |
| 20 febbraio | Dubai Tennis Championships 2006 Dubai, Emirati Arabi Uniti Cemento Singolare - Doppio | Tier II   | Justine Henin 7-5, 6-2                             | Marija Šarapova                           | Svetlana Kuznecova Lindsay Davenport            | Amélie Mauresmo Francesca Schiavone Martina Hingis Marija Kirilenko    |
| 20 febbraio | Dubai Tennis Championships 2006 Dubai, Emirati Arabi Uniti Cemento Singolare - Doppio | Tier II   | Květa Peschke Francesca Schiavone 3-6, 7-6(1), 6-3 | Svetlana Kuznecova Nadia Petrova          | Svetlana Kuznecova Lindsay Davenport            | Amélie Mauresmo Francesca Schiavone Martina Hingis Marija Kirilenko    |
| 20 febbraio | Cellular South Cup Memphis, USA Cemento (indoor) Singolare - Doppio                   | Tier III  | Sofia Arvidsson 6-2, 2-6, 6-3                      | Marta Domachowska                         | Jill Craybas Amy Frazier                        | Lilia Osterloh Laura Granville Caroline Wozniacki Shenay Perry         |
| 20 febbraio | Cellular South Cup Memphis, USA Cemento (indoor) Singolare - Doppio                   | Tier III  | Lisa Raymond Samantha Stosur 7–6(2), 6-3           | Viktoryja Azaranka Caroline Wozniacki     | Jill Craybas Amy Frazier                        | Lilia Osterloh Laura Granville Caroline Wozniacki Shenay Perry         |
| 20 febbraio | Copa Colsanitas 2006 Bogotà, Colombia Terra rossa Singolare - Doppio                  | Tier III  | Lourdes Domínguez 7–6(3), 6-4                      | Flavia Pennetta                           | María Antonia Sánchez Lorenzo Ľudmila Cervanová | Bethanie Mattek Catalina Castaño Émilie Loit Gisela Dulko              |
| 20 febbraio | Copa Colsanitas 2006 Bogotà, Colombia Terra rossa Singolare - Doppio                  | Tier III  | Gisela Dulko Flavia Pennetta 7-6(1), 6-1           | Ágnes Szávay Jasmin Wöhr                  | María Antonia Sánchez Lorenzo Ľudmila Cervanová | Bethanie Mattek Catalina Castaño Émilie Loit Gisela Dulko              |
| 27 febbraio | Qatar Total Open 2006 Doha, Qatar Cemento Singolare - Doppio                          | Tier II   | Nadia Petrova 6-3, 7-5                             | Amélie Mauresmo                           | Martina Hingis Ai Sugiyama                      | Roberta Vinci Svetlana Kuznecova Julia Schruff Li Na                   |
| 27 febbraio | Qatar Total Open 2006 Doha, Qatar Cemento Singolare - Doppio                          | Tier II   | Daniela Hantuchová Ai Sugiyama 6-4, 6-4            | Li Na Sun Tiantian                        | Martina Hingis Ai Sugiyama                      | Roberta Vinci Svetlana Kuznecova Julia Schruff Li Na                   |
| 27 febbraio | Abierto Mexicano de Tenis 2006 Acapulco, Messico Terra rossa Singolare - Doppio       | Tier III  | Anna-Lena Grönefeld 6-1, 4-6, 6-2                  | Flavia Pennetta                           | Maret Ani Émilie Loit                           | María José Martínez Laura Pous Tió Natalia Gussoni Meghann Shaughnessy |
| 27 febbraio | Abierto Mexicano de Tenis 2006 Acapulco, Messico Terra rossa Singolare - Doppio       | Tier III  | Anna-Lena Grönefeld Meghann Shaughnessy 6-1, 6-3   | Shinobu Asagoe Émilie Loit                | Maret Ani Émilie Loit                           | María José Martínez Laura Pous Tió Natalia Gussoni Meghann Shaughnessy |

## Marzo
| Settimana | Torneo                                                              | Categoria | Vincitrici                            | Finaliste                                  | Semifinaliste                   | Eliminate ai quarti                                         |
| --------- | ------------------------------------------------------------------- | --------- | ------------------------------------- | ------------------------------------------ | ------------------------------- | ----------------------------------------------------------- |
| 6 marzo   | Pacific Life Open 2006 Indian Wells, USA Cemento Singolare - Doppio | Tier I    | Marija Šarapova 6-1, 6-2              | Elena Dement'eva                           | Justine Henin Martina Hingis    | Gisela Dulko Ana Ivanović Anna-Lena Grönefeld Dinara Safina |
| 6 marzo   | Pacific Life Open 2006 Indian Wells, USA Cemento Singolare - Doppio | Tier I    | Lisa Raymond Samantha Stosur 6-2, 7-5 | Virginia Ruano Pascual Meghann Shaughnessy | Justine Henin Martina Hingis    | Gisela Dulko Ana Ivanović Anna-Lena Grönefeld Dinara Safina |
| 20 marzo  | NASDAQ-100 Open 2006 Miami, USA Cemento Singolare - Doppio          | Tier I    | Svetlana Kuznecova 6-4, 6-3           | Marija Šarapova                            | Amélie Mauresmo Tatiana Golovin | Nadia Petrova Ai Sugiyama Anastasija Myskina Zheng Jie      |
| 20 marzo  | NASDAQ-100 Open 2006 Miami, USA Cemento Singolare - Doppio          | Tier I    | Lisa Raymond Samantha Stosur 6-4, 7-5 | Liezel Huber Martina Navrátilová           | Amélie Mauresmo Tatiana Golovin | Nadia Petrova Ai Sugiyama Anastasija Myskina Zheng Jie      |

## Aprile
| Settimana | Torneo                                                                             | Categoria | Vincitrici                                 | Finaliste                                  | Semifinaliste                     | Eliminate ai quarti                                                    |
| --------- | ---------------------------------------------------------------------------------- | --------- | ------------------------------------------ | ------------------------------------------ | --------------------------------- | ---------------------------------------------------------------------- |
| 3 aprile  | Bausch & Lomb Championships 2006 Amelia Island, USA Terra verde Singolare - Doppio | Tier II   | Nadia Petrova 6-4, 6-4                     | Francesca Schiavone                        | Lucie Šafářová Svetlana Kuznecova | Virginia Ruano Pascual Jill Craybas Anna-Lena Grönefeld Patty Schnyder |
| 3 aprile  | Bausch & Lomb Championships 2006 Amelia Island, USA Terra verde Singolare - Doppio | Tier II   | Shinobu Asagoe Katarina Srebotnik 6-2, 6-4 | Liezel Huber Sania Mirza                   | Lucie Šafářová Svetlana Kuznecova | Virginia Ruano Pascual Jill Craybas Anna-Lena Grönefeld Patty Schnyder |
| 10 aprile | Family Circle Cup 2006 Charleston, USA Terra verde Singolare - Doppio              | Tier I    | Nadia Petrova 6-3, 4-6, 6-1                | Patty Schnyder                             | Justine Henin Anna-Lena Grönefeld | Dinara Safina Nathalie Dechy Svetlana Kuznecova Catalina Castaño       |
| 10 aprile | Family Circle Cup 2006 Charleston, USA Terra verde Singolare - Doppio              | Tier I    | Lisa Raymond Samantha Stosur 3-6, 6-1, 6-1 | Virginia Ruano Pascual Meghann Shaughnessy | Justine Henin Anna-Lena Grönefeld | Dinara Safina Nathalie Dechy Svetlana Kuznecova Catalina Castaño       |

## Maggio
| Settimana | Torneo                                                                                      | Categoria   | Vincitrici                                     | Finaliste                                  | Semifinaliste                           | Eliminate ai quarti                                                    |
| --------- | ------------------------------------------------------------------------------------------- | ----------- | ---------------------------------------------- | ------------------------------------------ | --------------------------------------- | ---------------------------------------------------------------------- |
| 1º maggio | Warsaw Open 2006 Varsavia, Polonia Terra rossa Singolare - Doppio                           | Tier II     | Kim Clijsters 7-5, 6-2                         | Svetlana Kuznecova                         | Elena Dement'eva Anna Čakvetadze        | Francesca Schiavone Agnieszka Radwańska Venus Williams Ana Ivanović    |
| 1º maggio | Warsaw Open 2006 Varsavia, Polonia Terra rossa Singolare - Doppio                           | Tier II     | Elena Lichovceva Anastasija Myskina 6-3, 6-4   | Anabel Medina Garrigues Katarina Srebotnik | Elena Dement'eva Anna Čakvetadze        | Francesca Schiavone Agnieszka Radwańska Venus Williams Ana Ivanović    |
| 1º maggio | Estoril Open 2006 Oeiras, Portogallo Terra rossa Singolare - Doppio                         | Tier IV     | Zheng Jie 6(5)–7, 7-5 rit.                     | Li Na                                      | Flavia Pennetta Émilie Loit             | Eléni Daniilídou Zuzana Ondrášková Lourdes Domínguez Lino Gisela Dulko |
| 1º maggio | Estoril Open 2006 Oeiras, Portogallo Terra rossa Singolare - Doppio                         | Tier IV     | Li Na Sun Tiantian 6-2, 6-2                    | Gisela Dulko María Antonia Sánchez Lorenzo | Flavia Pennetta Émilie Loit             | Eléni Daniilídou Zuzana Ondrášková Lourdes Domínguez Lino Gisela Dulko |
| 8 maggio  | Qatar Telecom German Open 2006 Berlino, Germania Terra rossa Singolare - Doppio             | Tier I      | Nadia Petrova 4-6, 6-4, 7-5                    | Justine Henin                              | Amélie Mauresmo Li Na                   | Martina Hingis Svetlana Kuznecova Patty Schnyder Dinara Safina         |
| 8 maggio  | Qatar Telecom German Open 2006 Berlino, Germania Terra rossa Singolare - Doppio             | Tier I      | Yan Zi Zheng Jie 6-2, 6-3                      | Elena Dement'eva Flavia Pennetta           | Amélie Mauresmo Li Na                   | Martina Hingis Svetlana Kuznecova Patty Schnyder Dinara Safina         |
| 8 maggio  | ECM Prague Open 2006 Praga, Repubblica Ceca Terra rossa Singolare - Doppio                  | Tier IV     | Shahar Peer 4-6, 6-2, 6-1                      | Samantha Stosur                            | Kaia Kanepi Peng Shuai                  | Maria Elena Camerin Al'ona Bondarenko Émilie Loit Magdaléna Rybáriková |
| 8 maggio  | ECM Prague Open 2006 Praga, Repubblica Ceca Terra rossa Singolare - Doppio                  | Tier IV     | Marion Bartoli Shahar Peer 6-4, 6-4            | Ashley Harkleroad Bethanie Mattek          | Kaia Kanepi Peng Shuai                  | Maria Elena Camerin Al'ona Bondarenko Émilie Loit Magdaléna Rybáriková |
| 15 maggio | Internazionali d'Italia 2006 Roma, Italia Terra rossa Singolare - Doppio                    | Tier I      | Martina Hingis 6-2, 7-5                        | Dinara Safina                              | Venus Williams Svetlana Kuznecova       | Flavia Pennetta Jelena Janković Romina Oprandi Elena Dement'eva        |
| 15 maggio | Internazionali d'Italia 2006 Roma, Italia Terra rossa Singolare - Doppio                    | Tier I      | Daniela Hantuchová Ai Sugiyama 3-6, 6-3, 6-1   | Květa Peschke Francesca Schiavone          | Venus Williams Svetlana Kuznecova       | Flavia Pennetta Jelena Janković Romina Oprandi Elena Dement'eva        |
| 15 maggio | Grand Prix SAR La Princesse Lalla Meryem 2006 Rabat, Marocco Terra rossa Singolare - Doppio | Tier IV     | Meg Shaughnessy 6-2, 3-6, 6-3                  | Martina Suchá                              | Yan Zi Al'ona Bondarenko                | Melinda Czink Émilie Loit Hana Šromová Anne Kremer                     |
| 15 maggio | Grand Prix SAR La Princesse Lalla Meryem 2006 Rabat, Marocco Terra rossa Singolare - Doppio | Tier IV     | Yan Zi Zheng Jie 6-1, 6-3                      | Ashley Harkleroad Bethanie Mattek          | Yan Zi Al'ona Bondarenko                | Melinda Czink Émilie Loit Hana Šromová Anne Kremer                     |
| 22 maggio | Internationaux de Strasbourg 2006 Strasburgo, Francia Terra rossa Singolare - Doppio        | Tier III    | Nicole Vaidišová 7–6(7), 6-3                   | Peng Shuai                                 | Jelena Janković Anabel Medina Garrigues | Martina Müller Elena Vesnina Li Na Zheng Jie                           |
| 22 maggio | Internationaux de Strasbourg 2006 Strasburgo, Francia Terra rossa Singolare - Doppio        | Tier III    | Liezel Huber Martina Navrátilová 6-2, 7-6(1)   | Martina Müller Andreea Ehritt-Vanc         | Jelena Janković Anabel Medina Garrigues | Martina Müller Elena Vesnina Li Na Zheng Jie                           |
| 22 maggio | Istanbul Cup 2006 Istanbul, Turchia Terra rossa Singolare - Doppio                          | Tier III    | Shahar Peer 1-6, 6-3, 7–6(3)                   | Anastasija Myskina                         | Michaëlla Krajicek Anna-Lena Grönefeld  | Catalina Castaño Anastasiya Jakimova Mara Santangelo Karolina Šprem    |
| 22 maggio | Istanbul Cup 2006 Istanbul, Turchia Terra rossa Singolare - Doppio                          | Tier III    | Al'ona Bondarenko Anastasiya Jakimova 6-2, 6-4 | Sania Mirza Alicia Molik                   | Michaëlla Krajicek Anna-Lena Grönefeld  | Catalina Castaño Anastasiya Jakimova Mara Santangelo Karolina Šprem    |
| 29 maggio | Open di Francia 2006 Parigi, Francia Terra rossa Singolare - Doppio - Misto                 | Grande Slam | Justine Henin 6-4, 6-4                         | Svetlana Kuznecova                         | Nicole Vaidišová Kim Clijsters          | Venus Williams Dinara Safina Anna-Lena Grönefeld Martina Hingis        |
| 29 maggio | Open di Francia 2006 Parigi, Francia Terra rossa Singolare - Doppio - Misto                 | Grande Slam | Lisa Raymond Samantha Stosur 6-3, 6-2          | Daniela Hantuchová Ai Sugiyama             | Nicole Vaidišová Kim Clijsters          | Venus Williams Dinara Safina Anna-Lena Grönefeld Martina Hingis        |
| 29 maggio | Open di Francia 2006 Parigi, Francia Terra rossa Singolare - Doppio - Misto                 | Grande Slam | Nenad Zimonjić Katarina Srebotnik 6-3, 6-4     | Daniel Nestor Elena Lichovceva             | Nicole Vaidišová Kim Clijsters          | Venus Williams Dinara Safina Anna-Lena Grönefeld Martina Hingis        |

## Giugno
| Settimana | Torneo                                                                                    | Categoria   | Vincitrici                                  | Finaliste                           | Semifinaliste                     | Eliminate ai quarti                                                     |
| --------- | ----------------------------------------------------------------------------------------- | ----------- | ------------------------------------------- | ----------------------------------- | --------------------------------- | ----------------------------------------------------------------------- |
| 12 giugno | DFS Classic 2006 Birmingham, Gran Bretagna Erba Singolare - Doppio                        | Tier III    | Vera Zvonarëva 7–6(12), 7–6(5)              | Jamea Jackson                       | Marija Šarapova Meilen Tu         | Mara Santangelo Elena Lichovceva Marion Bartoli Francesca Schiavone     |
| 12 giugno | DFS Classic 2006 Birmingham, Gran Bretagna Erba Singolare - Doppio                        | Tier III    | Jelena Janković Li Na 6-2, 6-4              | Jill Craybas Liezel Huber           | Marija Šarapova Meilen Tu         | Mara Santangelo Elena Lichovceva Marion Bartoli Francesca Schiavone     |
| 19 giugno | International Women's Open 2006 Eastbourne, Gran Bretagna Erba Singolare - Doppio         | Tier II     | Justine Henin 4-6, 6-1, 7–6(5)              | Anastasija Myskina                  | Svetlana Kuznecova Kim Clijsters  | Nathalie Dechy Anna-Lena Grönefeld Elena Lichovceva Francesca Schiavone |
| 19 giugno | International Women's Open 2006 Eastbourne, Gran Bretagna Erba Singolare - Doppio         | Tier II     | Svetlana Kuznecova Amélie Mauresmo 6-2, 6-4 | Liezel Huber Martina Navrátilová    | Svetlana Kuznecova Kim Clijsters  | Nathalie Dechy Anna-Lena Grönefeld Elena Lichovceva Francesca Schiavone |
| 19 giugno | Ordina Open 2006 's-Hertogenbosch, Paesi Bassi Erba Singolare - Doppio                    | Tier III    | Michaëlla Krajicek 6-3, 6-4                 | Dinara Safina                       | Elena Dement'eva Eléni Daniilídou | Ana Ivanović Jelena Janković Paola Suárez Brenda Schultz                |
| 19 giugno | Ordina Open 2006 's-Hertogenbosch, Paesi Bassi Erba Singolare - Doppio                    | Tier III    | Yan Zi Zheng Jie 3-6, 6-2, 6-2              | Ana Ivanović Marija Kirilenko       | Elena Dement'eva Eléni Daniilídou | Ana Ivanović Jelena Janković Paola Suárez Brenda Schultz                |
| 26 giugno | Torneo di Wimbledon 2006 Wimbledon, Londra, Gran Bretagna Erba Singolare - Doppio - Misto | Grande Slam | Amélie Mauresmo 2-6, 6-3, 6-4               | Justine Henin                       | Marija Šarapova Kim Clijsters     | Anastasija Myskina Elena Dement'eva Séverine Brémond Li Na              |
| 26 giugno | Torneo di Wimbledon 2006 Wimbledon, Londra, Gran Bretagna Erba Singolare - Doppio - Misto | Grande Slam | Yan Zi Zheng Jie 6-3, 3-6, 6-2              | Virginia Ruano Pascual Paola Suárez | Marija Šarapova Kim Clijsters     | Anastasija Myskina Elena Dement'eva Séverine Brémond Li Na              |
| 26 giugno | Torneo di Wimbledon 2006 Wimbledon, Londra, Gran Bretagna Erba Singolare - Doppio - Misto | Grande Slam | Andy Ram Vera Zvonarëva 6-3, 6-2            | Bob Bryan Venus Williams            | Marija Šarapova Kim Clijsters     | Anastasija Myskina Elena Dement'eva Séverine Brémond Li Na              |

## Luglio
| Settimana | Torneo                                                                                  | Categoria | Vincitrici                                        | Finaliste                               | Semifinaliste                     | Eliminate ai quarti                                             |
| --------- | --------------------------------------------------------------------------------------- | --------- | ------------------------------------------------- | --------------------------------------- | --------------------------------- | --------------------------------------------------------------- |
| 17 luglio | Cincinnati Masters 2006 Cincinnati, Stati Uniti Cemento Singolare - Doppio              | Tier III  | Vera Zvonarëva 6-2, 6-4                           | Katarina Srebotnik                      | Patty Schnyder Serena Williams    | Sania Mirza Marion Bartoli Jelena Janković Amy Frazier          |
| 17 luglio | Cincinnati Masters 2006 Cincinnati, Stati Uniti Cemento Singolare - Doppio              | Tier III  | Maria Elena Camerin Gisela Dulko 6-4, 3-6, 6-2    | Marta Domachowska Sania Mirza           | Patty Schnyder Serena Williams    | Sania Mirza Marion Bartoli Jelena Janković Amy Frazier          |
| 17 luglio | Internazionali Femminili di Palermo 2006 Palermo, Italia Terra rossa Singolare - Doppio | Tier IV   | Anabel Medina Garrigues 6-4, 6-4                  | Tathiana Garbin                         | Roberta Vinci Lucie Šafářová      | Julia Schruff Aravane Rezaï María José Martínez Karin Knapp     |
| 17 luglio | Internazionali Femminili di Palermo 2006 Palermo, Italia Terra rossa Singolare - Doppio | Tier IV   | Janette Husárová Michaëlla Krajicek 6-0, 6-0      | Alice Canepa Giulia Gabba               | Roberta Vinci Lucie Šafářová      | Julia Schruff Aravane Rezaï María José Martínez Karin Knapp     |
| 24 luglio | Bank of the West Classic 2006 Stanford (California), USA Cemento Singolare - Doppio     | Tier II   | Kim Clijsters 6-4, 6-2                            | Patty Schnyder                          | Nicole Vaidišová Tatiana Golovin  | Vera Zvonarëva Samantha Stosur Anna-Lena Grönefeld Jill Craybas |
| 24 luglio | Bank of the West Classic 2006 Stanford (California), USA Cemento Singolare - Doppio     | Tier II   | Anna-Lena Grönefeld Shahar Peer 6-1, 6-4          | Maria Elena Camerin Gisela Dulko        | Nicole Vaidišová Tatiana Golovin  | Vera Zvonarëva Samantha Stosur Anna-Lena Grönefeld Jill Craybas |
| 24 luglio | Budapest Grand Prix 2006 Budapest, Ungheria Terra rossa Singolare - Doppio              | Tier IV   | Anna Smashnova 6-1, 6-3                           | Lourdes Domínguez                       | Martina Müller Michaëlla Krajicek | Catalina Castaño Eva Birnerová Romina Oprandi Sara Errani       |
| 24 luglio | Budapest Grand Prix 2006 Budapest, Ungheria Terra rossa Singolare - Doppio              | Tier IV   | Janette Husárová Michaëlla Krajicek 4-6, 6-4, 6-4 | Lucie Hradecká Renata Voráčová          | Martina Müller Michaëlla Krajicek | Catalina Castaño Eva Birnerová Romina Oprandi Sara Errani       |
| 31 luglio | Acura Classic 2006 San Diego, Stati Uniti Cemento Singolare - Doppio                    | Tier I    | Marija Šarapova 7-5, 7-5                          | Kim Clijsters                           | Nicole Vaidišová Patty Schnyder   | Martina Hingis Anna Čakvetadze Elena Dement'eva Mary Pierce     |
| 31 luglio | Acura Classic 2006 San Diego, Stati Uniti Cemento Singolare - Doppio                    | Tier I    | Cara Black Rennae Stubbs 6-2, 6-2                 | Anna-Lena Grönefeld Meghann Shaughnessy | Nicole Vaidišová Patty Schnyder   | Martina Hingis Anna Čakvetadze Elena Dement'eva Mary Pierce     |

## Agosto
| Settimana | Torneo                                                                          | Categoria   | Vincitrici                                    | Finaliste                        | Semifinaliste                              | Eliminate ai quarti                                              |
| --------- | ------------------------------------------------------------------------------- | ----------- | --------------------------------------------- | -------------------------------- | ------------------------------------------ | ---------------------------------------------------------------- |
| 7 agosto  | East West Bank Classic 2006 Los Angeles, USA Cemento Singolare - Doppio         | Tier II     | Elena Dement'eva 6-3, 4-6, 6-4                | Jelena Janković                  | Marija Šarapova Serena Williams            | Dinara Safina Bethanie Mattek Ana Ivanović Meghann Shaughnessy   |
| 7 agosto  | East West Bank Classic 2006 Los Angeles, USA Cemento Singolare - Doppio         | Tier II     | Virginia Ruano Pascual Paola Suárez 6-3, 6-4  | Daniela Hantuchová Ai Sugiyama   | Marija Šarapova Serena Williams            | Dinara Safina Bethanie Mattek Ana Ivanović Meghann Shaughnessy   |
| 7 agosto  | Nordea Nordic Light Open 2006 Stoccolma, Svezia Cemento Singolare - Doppio      | Tier IV     | Zheng Jie 6-4, 6-1                            | Anastasija Myskina               | Sofia Arvidsson Cvetana Pironkova          | Martina Suchá Eva Birnerová Caroline Wozniacki Li Na             |
| 7 agosto  | Nordea Nordic Light Open 2006 Stoccolma, Svezia Cemento Singolare - Doppio      | Tier IV     | Eva Birnerová Jarmila Gajdošová 0-6, 6-4, 6-2 | Yan Zi Zheng Jie                 | Sofia Arvidsson Cvetana Pironkova          | Martina Suchá Eva Birnerová Caroline Wozniacki Li Na             |
| 14 agosto | Canada Masters 2006 Montréal, Canada Cemento Singolare - Doppio                 | Tier I      | Ana Ivanović 6-2, 6-3                         | Martina Hingis                   | Dinara Safina Anna Čakvetadze              | Katarina Srebotnik Nicole Pratt Svetlana Kuznecova Shahar Peer   |
| 14 agosto | Canada Masters 2006 Montréal, Canada Cemento Singolare - Doppio                 | Tier I      | Martina Navrátilová Nadia Petrova 6-1, 6-2    | Cara Black Anna-Lena Grönefeld   | Dinara Safina Anna Čakvetadze              | Katarina Srebotnik Nicole Pratt Svetlana Kuznecova Shahar Peer   |
| 21 agosto | Pilot Pen Tennis 2006 New Haven, USA Cemento Singolare - Doppio                 | Tier II     | Justine Henin 6-0, 1-0 rit.                   | Lindsay Davenport                | Samantha Stosur Svetlana Kuznecova         | Amélie Mauresmo Marion Bartoli Elena Dement'eva Mara Santangelo  |
| 21 agosto | Pilot Pen Tennis 2006 New Haven, USA Cemento Singolare - Doppio                 | Tier II     | Yan Zi Zheng Jie 6-4, 6-2                     | Lisa Raymond Samantha Stosur     | Samantha Stosur Svetlana Kuznecova         | Amélie Mauresmo Marion Bartoli Elena Dement'eva Mara Santangelo  |
| 21 agosto | Forest Hills Tennis Classic 2006 Forest Hills, USA Cemento Singolare            | Tier IV     | Meg Shaughnessy 1-6, 6-0, 6-4                 | Anna Smashnova                   | Lourdes Domínguez Lino Maria Elena Camerin | Elena Vesnina Sania Mirza Martina Suchá Séverine Brémond         |
| 28 agosto | US Open 2006 Flushing Meadows, New York, USA Cemento Singolare - Doppio - Misto | Grande Slam | Marija Šarapova 6-4, 6-4                      | Justine Henin                    | Amélie Mauresmo Jelena Janković            | Dinara Safina Tatiana Golovin Elena Dement'eva Lindsay Davenport |
| 28 agosto | US Open 2006 Flushing Meadows, New York, USA Cemento Singolare - Doppio - Misto | Grande Slam | Nathalie Dechy Vera Zvonarëva 7–6(5), 7-5     | Dinara Safina Katarina Srebotnik | Amélie Mauresmo Jelena Janković            | Dinara Safina Tatiana Golovin Elena Dement'eva Lindsay Davenport |
| 28 agosto | US Open 2006 Flushing Meadows, New York, USA Cemento Singolare - Doppio - Misto | Grande Slam | Bob Bryan Martina Navrátilová 6-2, 6-3        | Martin Damm Květa Peschke        | Amélie Mauresmo Jelena Janković            | Dinara Safina Tatiana Golovin Elena Dement'eva Lindsay Davenport |

## Settembre
| Settimana    | Torneo                                                                                            | Categoria | Vincitrice                                      | Finalista                           | Semifinaliste                         | Eliminate ai quarti                                                |
| ------------ | ------------------------------------------------------------------------------------------------- | --------- | ----------------------------------------------- | ----------------------------------- | ------------------------------------- | ------------------------------------------------------------------ |
| 11 settembre | Commonwealth Bank Tennis Classic 2006 Bali, Indonesia Cemento Singolare - Doppio                  | Tier III  | Svetlana Kuznecova 7-5, 6-2                     | Marion Bartoli                      | Lindsay Davenport Patty Schnyder      | Séverine Brémond Hana Šromová Ol'ga Pučkova Melinda Czink          |
| 11 settembre | Commonwealth Bank Tennis Classic 2006 Bali, Indonesia Cemento Singolare - Doppio                  | Tier III  | Lindsay Davenport Corina Morariu 6-3, 6-4       | Natalie Grandin Trudi Musgrave      | Lindsay Davenport Patty Schnyder      | Séverine Brémond Hana Šromová Ol'ga Pučkova Melinda Czink          |
| 18 settembre | China Open 2006 Pechino, Cina Cemento Singolare - Doppio                                          | Tier II   | Svetlana Kuznecova 6-4, 6-0                     | Amélie Mauresmo                     | Jelena Janković Peng Shuai            | Lindsay Davenport Nadia Petrova Ai Sugiyama Li Na                  |
| 18 settembre | China Open 2006 Pechino, Cina Cemento Singolare - Doppio                                          | Tier II   | Virginia Ruano Pascual Paola Suárez 6-2, 6-4    | Anna Čakvetadze Elena Vesnina       | Jelena Janković Peng Shuai            | Lindsay Davenport Nadia Petrova Ai Sugiyama Li Na                  |
| 18 settembre | Sunfeast Open 2006 Calcutta, India Cemento Singolare - Doppio                                     | Tier III  | Martina Hingis 6-0, 6-4                         | Ol'ga Pučkova                       | Sania Mirza Iroda Tulyaganova         | Tamarine Tanasugarn Aravane Rezaï Alberta Brianti Alla Kudrjavceva |
| 18 settembre | Sunfeast Open 2006 Calcutta, India Cemento Singolare - Doppio                                     | Tier III  | Liezel Huber Sania Mirza 6-4, 6-0               | Julija Bejhel'zymer Juliana Fedak   | Sania Mirza Iroda Tulyaganova         | Tamarine Tanasugarn Aravane Rezaï Alberta Brianti Alla Kudrjavceva |
| 18 settembre | Slovenia Open WTA 2006 Portorose, Slovenia Cemento Singolare - Doppio                             | Tier IV   | Tamira Paszek 7-5, 6-1                          | Maria Elena Camerin                 | Tathiana Garbin Émilie Loit           | Martina Suchá Martina Müller Andreja Klepač Jarmila Gajdošová      |
| 18 settembre | Slovenia Open WTA 2006 Portorose, Slovenia Cemento Singolare - Doppio                             | Tier IV   | Lucie Hradecká Renata Voráčová Walkover         | Eva Birnerová Émilie Loit           | Tathiana Garbin Émilie Loit           | Martina Suchá Martina Müller Andreja Klepač Jarmila Gajdošová      |
| 25 settembre | Fortis Championships Luxembourg 2006 Lussemburgo, Lussemburgo Cemento (indoor) Singolare - Doppio | Tier II   | Al'ona Bondarenko 6-3, 6-2                      | Francesca Schiavone                 | Agnieszka Radwańska Květa Peschke     | Elena Dement'eva Patty Schnyder Dinara Safina Nathalie Dechy       |
| 25 settembre | Fortis Championships Luxembourg 2006 Lussemburgo, Lussemburgo Cemento (indoor) Singolare - Doppio | Tier II   | Květa Peschke Francesca Schiavone 2-6, 6-4, 6-1 | Anna-Lena Grönefeld Liezel Huber    | Agnieszka Radwańska Květa Peschke     | Elena Dement'eva Patty Schnyder Dinara Safina Nathalie Dechy       |
| 25 settembre | Guangzhou International Women's Open 2006 Canton, Cina Cemento Singolare - Doppio                 | Tier III  | Anna Čakvetadze 6-1, 6-4                        | Anabel Medina Garrigues             | Jelena Janković Tzipora Obziler       | Alicia Molik Ol'ga Pučkova Chen Yan-chong Li Na                    |
| 25 settembre | Guangzhou International Women's Open 2006 Canton, Cina Cemento Singolare - Doppio                 | Tier III  | Li Na Sun Tiantian 6-4, 2-6, 7-5                | Vania King Jelena Kostanić          | Jelena Janković Tzipora Obziler       | Alicia Molik Ol'ga Pučkova Chen Yan-chong Li Na                    |
| 25 settembre | Hansol Korea Open 2006 Seul, Corea del Sud Cemento Singolare - Doppio                             | Tier IV   | Eléni Daniilídou 6-3, 2-6, 7–6(3)               | Ai Sugiyama                         | Virginia Ruano Pascual Marion Bartoli | Sania Mirza Paola Suárez Akiko Morigami Vera Zvonarëva             |
| 25 settembre | Hansol Korea Open 2006 Seul, Corea del Sud Cemento Singolare - Doppio                             | Tier IV   | Virginia Ruano Pascual Paola Suárez 6-2, 6-3    | Chuang Chia-jung Mariana Díaz Oliva | Virginia Ruano Pascual Marion Bartoli | Sania Mirza Paola Suárez Akiko Morigami Vera Zvonarëva             |

## Ottobre
| Settimana  | Torneo                                                                                 | Categoria | Vincitrice                                         | Finalista                                | Semifinaliste                         | Eliminate ai quarti                                                      |
| ---------- | -------------------------------------------------------------------------------------- | --------- | -------------------------------------------------- | ---------------------------------------- | ------------------------------------- | ------------------------------------------------------------------------ |
| 2 ottobre  | Porsche Tennis Grand Prix 2006 Stoccarda, Germania Cemento (indoor) Singolare - Doppio | Tier II   | Nadia Petrova 6-3, 7–6(4)                          | Tatiana Golovin                          | Patty Schnyder Svetlana Kuznecova     | Michaëlla Krajicek Elena Dement'eva Daniela Hantuchová Jelena Janković   |
| 2 ottobre  | Porsche Tennis Grand Prix 2006 Stoccarda, Germania Cemento (indoor) Singolare - Doppio | Tier II   | Lisa Raymond Samantha Stosur 6-3, 6-4              | Cara Black Rennae Stubbs                 | Patty Schnyder Svetlana Kuznecova     | Michaëlla Krajicek Elena Dement'eva Daniela Hantuchová Jelena Janković   |
| 2 ottobre  | Japan Open Tennis Championships 2006 Tokyo, Giappone Cemento Singolare - Doppio        | Tier III  | Marion Bartoli 2-6, 6-2, 6-2                       | Aiko Nakamura                            | Camille Pin Chan Yung-jan             | Junri Namigata Youlia Fedossova Jamea Jackson Ai Sugiyama                |
| 2 ottobre  | Japan Open Tennis Championships 2006 Tokyo, Giappone Cemento Singolare - Doppio        | Tier III  | Vania King Jelena Kostanić 7–6(2), 5-7, 6-2        | Chan Yung-jan Chuang Chia-jung           | Camille Pin Chan Yung-jan             | Junri Namigata Youlia Fedossova Jamea Jackson Ai Sugiyama                |
| 2 ottobre  | Tashkent Open 2006 Tashkent, Uzbekistan Cemento Singolare - Doppio                     | Tier IV   | Sun Tiantian 6-2, 6-4                              | Iroda Tulyaganova                        | Viktoryja Azaranka Ol'ga Pučkova      | Maria Elena Camerin Anastasija Rodionova Sania Mirza Kateryna Bondarenko |
| 2 ottobre  | Tashkent Open 2006 Tashkent, Uzbekistan Cemento Singolare - Doppio                     | Tier IV   | Viktoryja Azaranka Tat'jana Puček Walkover         | Maria Elena Camerin Emmanuelle Gagliardi | Viktoryja Azaranka Ol'ga Pučkova      | Maria Elena Camerin Anastasija Rodionova Sania Mirza Kateryna Bondarenko |
| 9 ottobre  | Kremlin Cup 2006 Mosca, Russia Cemento (indoor) Singolare - Doppio                     | Tier I    | Anna Čakvetadze 6-4, 6-4                           | Nadia Petrova                            | Nicole Vaidišová Elena Dement'eva     | Amélie Mauresmo Vera Zvonarëva Patty Schnyder Marija Šarapova            |
| 9 ottobre  | Kremlin Cup 2006 Mosca, Russia Cemento (indoor) Singolare - Doppio                     | Tier I    | Květa Peschke Francesca Schiavone 6-4, 6(4)–7, 6-1 | Iveta Benešová Galina Voskoboeva         | Nicole Vaidišová Elena Dement'eva     | Amélie Mauresmo Vera Zvonarëva Patty Schnyder Marija Šarapova            |
| 9 ottobre  | PTT Bangkok Open 2006 Bangkok, Thailandia Cemento (indoor) Singolare - Doppio          | Tier III  | Vania King 2-6, 6-4, 6-4                           | Tamarine Tanasugarn                      | Séverine Brémond Meghann Shaughnessy  | Sybille Bammer Eléni Daniilídou Jelena Kostanić Aiko Nakamura            |
| 9 ottobre  | PTT Bangkok Open 2006 Bangkok, Thailandia Cemento (indoor) Singolare - Doppio          | Tier III  | Vania King Jelena Kostanić 7-5, 2-6, 7-5           | Mariana Díaz Oliva Natalie Grandin       | Séverine Brémond Meghann Shaughnessy  | Sybille Bammer Eléni Daniilídou Jelena Kostanić Aiko Nakamura            |
| 16 ottobre | Open di Zurigo 2006 Zurigo, Svizzera Cemento Singolare - Doppio                        | Tier I    | Marija Šarapova 6-1, 4-6, 6-3                      | Daniela Hantuchová                       | Svetlana Kuznecova Katarina Srebotnik | Amélie Mauresmo Martina Hingis Marija Kirilenko Timea Bacsinszky         |
| 16 ottobre | Open di Zurigo 2006 Zurigo, Svizzera Cemento Singolare - Doppio                        | Tier I    | Cara Black Rennae Stubbs 7-5, 7-5                  | Liezel Huber Katarina Srebotnik          | Svetlana Kuznecova Katarina Srebotnik | Amélie Mauresmo Martina Hingis Marija Kirilenko Timea Bacsinszky         |
| 23 ottobre | Generali Ladies Linz 2006 Linz, Austria Cemento (indoor) Singolare - Doppio            | Tier II   | Marija Šarapova 7-5, 6-2                           | Nadia Petrova                            | Patty Schnyder Nicole Vaidišová       | Ana Ivanović Vera Zvonarëva Jelena Janković Samantha Stosur              |
| 23 ottobre | Generali Ladies Linz 2006 Linz, Austria Cemento (indoor) Singolare - Doppio            | Tier II   | Lisa Raymond Samantha Stosur 6-3, 6-0              | Corina Morariu Katarina Srebotnik        | Patty Schnyder Nicole Vaidišová       | Ana Ivanović Vera Zvonarëva Jelena Janković Samantha Stosur              |
| 30 ottobre | Bell Challenge 2006 Québec, Canada Cemento (indoor) Singolare - Doppio                 | Tier III  | Marion Bartoli 6-0, 6-0                            | Ol'ga Pučkova                            | Séverine Brémond Lilia Osterloh       | Jelena Janković Martina Suchá Aleksandra Wozniak Shenay Perry            |
| 30 ottobre | Bell Challenge 2006 Québec, Canada Cemento (indoor) Singolare - Doppio                 | Tier III  | Laura Granville Carly Gullickson 6-3, 6-4          | Jill Craybas Alina Židkova               | Séverine Brémond Lilia Osterloh       | Jelena Janković Martina Suchá Aleksandra Wozniak Shenay Perry            |
| 30 ottobre | Gaz de France Stars 2006 Hasselt, Belgio Cemento (indoor) Singolare - Doppio           | Tier III  | Kim Clijsters 6-3, 3-6, 6-4                        | Kaia Kanepi                              | Vera Zvonarëva Michaëlla Krajicek     | Sandra Klösel Aravane Rezaï Ana Ivanović Francesca Schiavone             |
| 30 ottobre | Gaz de France Stars 2006 Hasselt, Belgio Cemento (indoor) Singolare - Doppio           | Tier III  | Lisa Raymond Samantha Stosur 6-2, 6-3              | Eléni Daniilídou Jasmin Wöhr             | Vera Zvonarëva Michaëlla Krajicek     | Sandra Klösel Aravane Rezaï Ana Ivanović Francesca Schiavone             |

## Novembre
| Settimana  | Torneo                                                                | Categoria           | Vincitrice                                 | Finalista                | Semifinaliste                 | Eliminate ai quarti                                              |
| ---------- | --------------------------------------------------------------------- | ------------------- | ------------------------------------------ | ------------------------ | ----------------------------- | ---------------------------------------------------------------- |
| 6 novembre | WTA Tour Championships 2006 Madrid, Spagna Cemento Singolare - Doppio | Torneo di fine anno | Justine Henin 6-4, 6-3                     | Amélie Mauresmo          | Kim Clijsters Marija Šarapova | Martina Hingis Nadia Petrova Svetlana Kuznecova Elena Dement'eva |
| 6 novembre | WTA Tour Championships 2006 Madrid, Spagna Cemento Singolare - Doppio | Torneo di fine anno | Lisa Raymond Samantha Stosur 3-6, 6-3, 6-3 | Cara Black Rennae Stubbs | Kim Clijsters Marija Šarapova | Martina Hingis Nadia Petrova Svetlana Kuznecova Elena Dement'eva |

## Dicembre
Nessun evento

## Ranking a fine anno
Nella tabella riportata sono presenti le prime venti tenniste a fine stagione.

### Singolare
| #   | Giocatrice                | Punti | Rank. 2005 | /       |
| 1.  | Justine Henin (BEL)       | 3.998 | 6          | 5       |
| 2.  | Marija Šarapova (RUS)     | 3.532 | 4          | 2       |
| 3.  | Amélie Mauresmo (FRA)     | 3.391 | 3          | Stabile |
| 4.  | Svetlana Kuznecova (RUS)  | 2.523 | 18         | 14      |
| 5.  | Kim Clijsters (BEL)       | 2.215 | 2          | 3       |
| 6.  | Nadia Petrova (RUS)       | 2.189 | 9          | 2       |
| 7.  | Martina Hingis (CHE)      | 2.018 | Ritirata   | Aumento |
| 8.  | Elena Dement'eva (RUS)    | 1.875 | 8          | Stabile |
| 9.  | Patty Schnyder (CHE)      | 1.578 | 7          | 2       |
| 10. | Nicole Vaidišová (CZE)    | 1.391 | 15         | 5       |
| 11. | Dinara Safina (RUS)       | 1.390 | 20         | 9       |
| 12. | Jelena Janković (SRB)     | 1.211 | 22         | 10      |
| 13. | Anna Chakvetadze (RUS)    | 1.144 | 33         | 20      |
| 14. | Ana Ivanović (SRB)        | 1.053 | 16         | 2       |
| 15. | Francesca Schiavone (ITA) | 1.032 | 13         | 2       |
| 16. | Anastasia Myskina (RUS)   | 1.000 | 14         | 2       |
| 17. | Daniela Hantuchová (SVK)  | 986   | 19         | 2       |
| 18. | Marion Bartoli (FRA)      | 951   | 40         | 22      |
| 19. | Anna-Lena Grönefeld (DEU) | 922   | 21         | 2       |
| 20. | Shahar Peer (ISR)         | 894   | 45         | 25      |

#### Numero 1 del ranking
| Detentrici              | Data inizio    | Data fine       |
| ----------------------- | -------------- | --------------- |
| Lindsay Davenport (USA) | Fine Tour 2005 | 29 gennaio 2006 |
| Kim Clijsters (BEL)     | 30 gennaio     | 19 marzo        |
| Amélie Mauresmo (FRA)   | 20 marzo       | 12 novembre     |
| Justine Henin (BEL)     | 13 novembre    | Fine Tour 2006  |